# Dmitrijewski
Dmitrijewski (russisch Дмитриевский) ist ein Dorf (chutor) in Südrussland. Es gehört zur Republik Adygeja und hat 474 Einwohner (Stand 2019). Im Ort gibt es neun Straßen.
Dmitrijewski liegt 14 Straßenkilometer nordwestlich von Koschechabl (dem Verwaltungszentrum des Rajons). Druschba ist der nächstgelegene Ort. 